# Mannaja, l'homme à la hache
Pour plus de détails, voir Fiche technique et Distribution.
Mannaja, l'homme à la hache (Mannaja) est un western italien réalisé par Sergio Martino, sorti en 1977.

## Synopsis
Perdue quelque part dans l’Ouest, une ville brumeuse est le théâtre de violents affrontements. Le passé mystérieux de Blade, l’homme à la hache et la cupidité de Volver, un riche propriétaire minier, en sont les principaux enjeux.

## Fiche technique
- Titre original : Mannaja
- Titré français : Mannaja, l'homme à la hache
- Réalisation : Sergio Martino
- Scénario : Sauro Scavolini, Sergio Martino
- Musique : Guido et Maurizio de Angelis
- Genre : Film dramatique, Western spaghetti, Film d'action,  Cinéma bis
- Durée : 101 minutes
- Dates de sortie : 
  - Italie : 13 août 1977
  - Allemagne de l'Ouest : 19 janvier 1979
  - France : 2 janvier 1980

## Distribution
- Maurizio Merli (VF : Jean Roche) : Mannaja, l'homme à la hache
- John Steiner : Voller
- Donald O'Brien : Burt Craven
- Sonja Jeannine : Deborah McGowan
- Philippe Leroy : Ed McGowan
- Martine Brochard : Angela
- Salvatore Puntillo : Johnny
- Antonio Casale : Dormann
- Enzo Fiermonte : le fonctionnaire
- Rick Battaglia : Gerald Merton
- Aldo Rendine : un passager de la diligence
- Enzo Maggio : le vieil homme
- Sergio Tardioli : le tenancier
- Sophia Lombardo : Lucy Merton